# Tillodon fodiens
Il tillodonte (Tillodon fodiens) è un mammifero estinto, appartenente ai tillodonti. Visse nell'Eocene medio (circa 49 - 46 milioni di anni fa) e i suoi resti fossili sono stati ritrovati in Nordamerica.

## Descrizione
Questo animale poteva avere le dimensioni di un piccolo orso, con una lunghezza di un metro e mezzo e il peso di circa 150 chilogrammi; il solo cranio era lungo circa 35 centimetri. Tillodon era dotato di un corpo robusto, zampe possenti e una testa grande, armata di incisivi lunghi e robusti simili a quelli dei roditori.
Il cranio di Tillodon era allungato, soprattutto per quanto riguarda la regione del muso. Le ossa mascellari erano molto sviluppate e si allungavano oltre le ossa nasali. Al livello delle ossa frontali il cranio si elevava rapidamente. Le orbite erano molto aperte posteriormente, ed era presente un'alta cresta sagittale, notevole punto d'inserzione per possenti muscoli masticatori. Le arcate zigomatiche, molto allargate, continuavano direttamente nelle creste occipitali. La caratteristica principale di Tillodon era data dalla sua dentatura: ancor più che nell'affine Trogosus, i secondi incisivi (superiori e inferiori) erano fortemente modificati. Questi erano ricurvi, allungati e ipsodonti, con lo smalto limitato alla porzione anteriore del dente. Erano scomparsi sia il primo che il terzo incisivo inferiore. Era presente un lungo diastema; i molari erano a corona piuttosto bassa (brachiodonti). La parete esterna dei denti inferiori convergeva notevolmente con quella interna.

## Classificazione

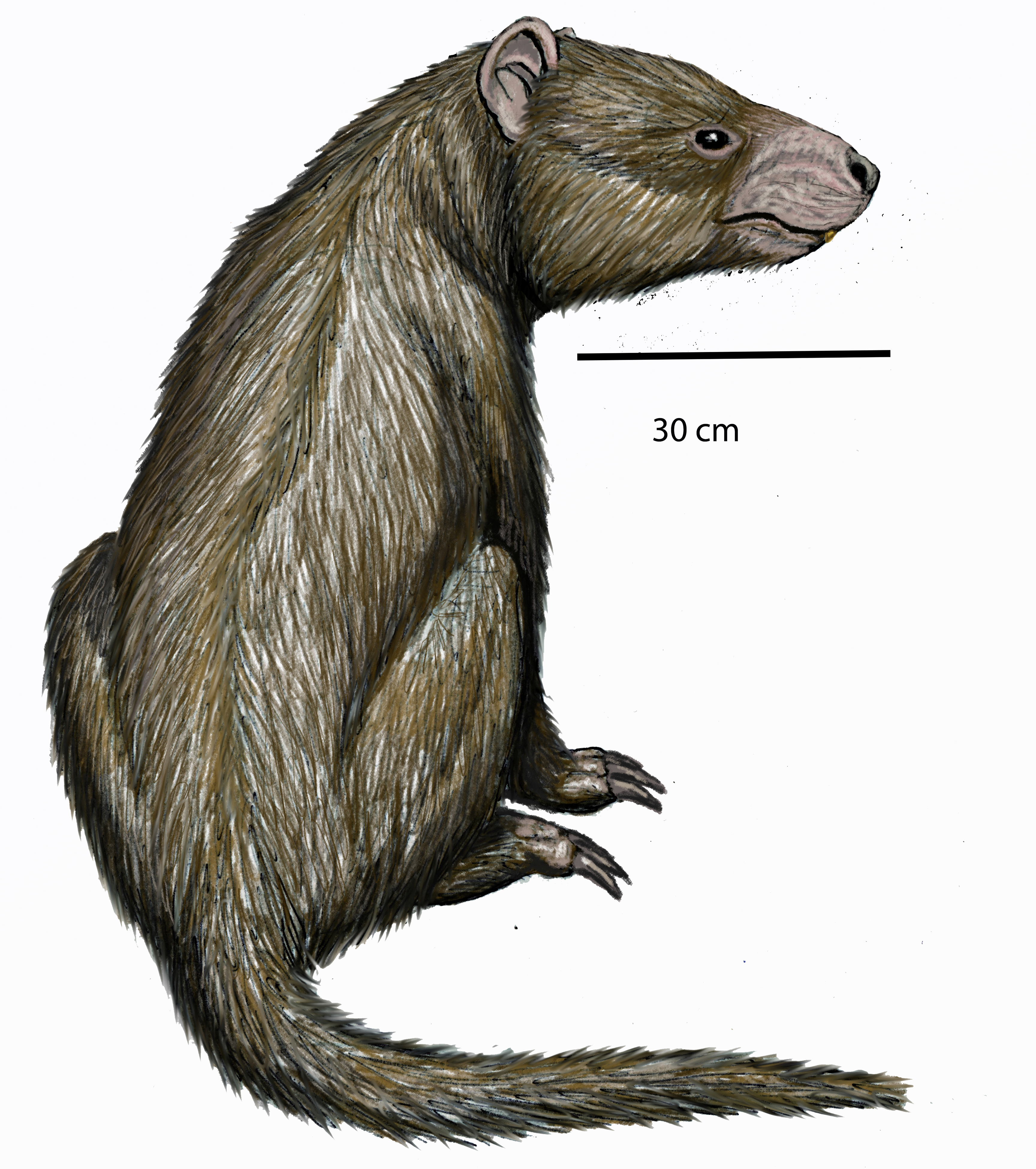
Ricostruzione di Tillodon fodiens

Il genere Tillodon venne istituito da Gazin nel 1953, per accogliere la specie Tillotherium fodiens, precedentemente istituita da Othniel Charles Marsh nel 1875; tuttavia, il genere Tillotherium è stato in una certa misura confuso con il genere Trogosus; Gazin ritenne necessario attribuire la specie T. fodiens a un nuovo genere. In ogni caso, Trogosus e Tillodon sono talmente vicini che potrebbero rappresentare un unico genere, con Tillodon fodiens come specie più derivata del gruppo (Miyata, 2007).
Trogosus e Tillodon sono i generi più specializzati del gruppo dei tillodonti, un gruppo di mammiferi enigmatici che nel corso dell'Eocene svilupparono una morfologia curiosamente simile a quella dei roditori, pur raggiungendo taglie molto maggiori.